# Konvention von Wien (1809)

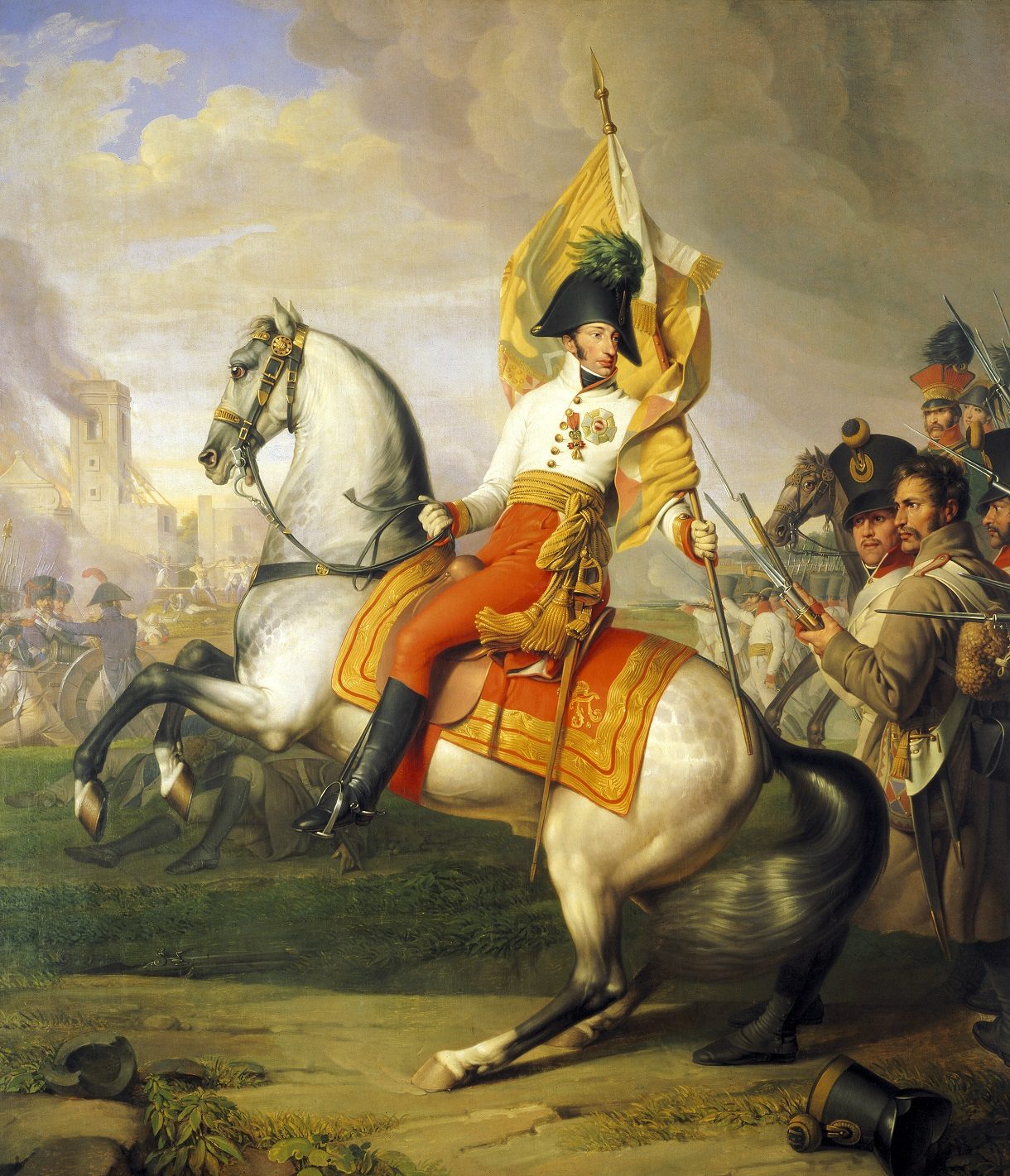
Erzherzog Karl in der Schlacht bei Aspern

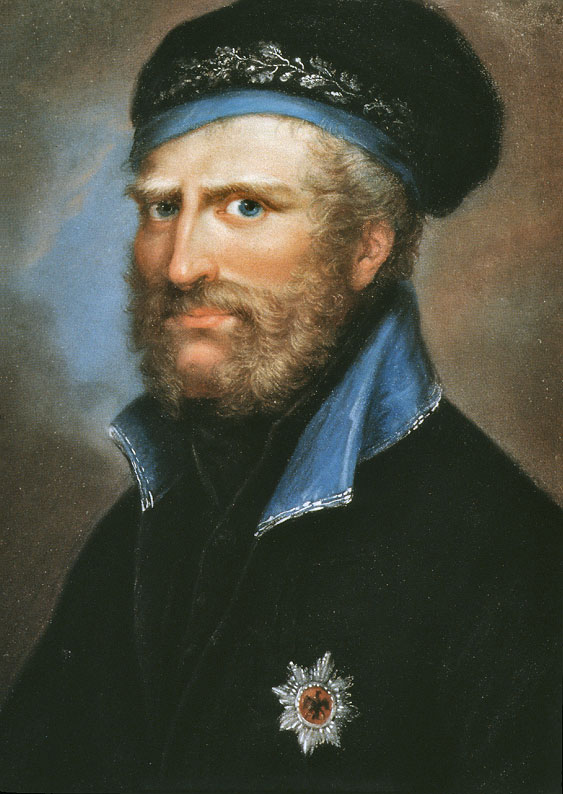
Friedrich Wilhelm von Braunschweig-Lüneburg-Oels
(Gemälde von 1809)

Die Konvention von Wien wurde am 25. Februar 1809 zwischen Österreich, vertreten durch Erzherzog Karl von Österreich und Wilhelm T. Freiherr von Steinmetzen auf der einen Seite und Herzog Friedrich Wilhelm von Braunschweig-Lüneburg-Oels auf der anderen geschlossen.

## Zweck
Zweck der geheimen Konvention war die Aufstellung einer Truppe von 2000 Soldaten, je zur Hälfte bestehend aus Infanterie und Husaren, die im Rahmen der Koalitionskriege unter der Führung und auf Kosten des braunschweigischen Herzogs gegen die Truppen Napoléon Bonapartes in Deutschland kämpfen sollte.

## Inhalt
Die Konvention umfasste 18 Artikel, die u. a. die Modalitäten der Aufstellung sowie der Kreditaufnahme zur Deckung der auflaufenden Kosten regelten.
Artikel III schrieb die Bezeichnung der Einheit vor:
„Dieses Truppenkorps wird den Namen Herzoglich Braunschweigisches Korps führen.“
Artikel VII besagte:
„Sobald dieses Corps formirt sein wird, verbindet sich der Herr Errichter, sogleich mit demselben von dem Sammelplatze aufzubrechen und seine Operationen gegen den Feind in Verbindung mit dem zunächst stehenden Österreichischen Corps d’Armée zu beginnen, sodann aber nach Möglichkeiten und Umständen gegen Magdeburg, Cassel, Braunschweig oder nach der Niederelbe vorzudringen, sein Corps so viel wie möglich zu verstärken, überhaupt aber mit allen Kräften auf die Communicationen, Magazine, Artillerieparks und Nachschubs-Transporte des Feindes vorzüglich zu wirken.“
Artikel X regelte, dass das neue Korps Waffen und Ausrüstungsgegenstände aus österreichischen Arsenalen erhielt.

## Folgen
Nachdem die Truppen am 1. April 1809 unter der Bezeichnung „Herzoglich Braunschweigisches Korps“ im böhmischen Nachod aufgestellt worden war, zog es unter Führung des Herzogs zunächst nach Sachsen und nahm im Verband mit österreichischen Einheiten an verschiedenen Gefechten teil. Nach den Niederlagen der österreichischen Truppen in der Schlacht bei Wagram und bei Znaim, löste sich Friedrich Wilhelm jedoch aus der Übereinkunft mit Österreich.
Er benannte sein Korps in „Schwarze Schar“ um und zog mit ihm immer wieder kämpfend über Halberstadt, das am 29. Juli eingenommen wurde und Braunschweig, in dessen unmittelbarer Nähe bei Ölper ein Gefecht am 1. August stattfand, nach Elsfleth und Brake, wo er sich mit seinen Truppen nach England einschiffte, um in britischen Diensten weiter gegen Napoleon zu kämpfen.